# Reto Ziegler
Reto Pirmin Ziegler (* 16. Januar 1986 in Genf) ist ein Schweizer Fussballspieler, der beim FC Sion in der Super League unter Vertrag steht.

## Karriere

### Im Verein
Ziegler spielte in seiner Jugend bei verschiedenen Nachwuchsmannschaften in der Westschweiz, bis er im Sommer 2000 in die Jugendabteilung des Rekordmeisters der Schweiz, zum Grasshopper Club Zürich, wechselte. Zwei Jahre später gelang ihm der Sprung ins Profikader. Nach 1½ Jahren in der Axpo Super League verliess der Defensivspieler die Grasshoppers in Richtung England.
Im August 2004 wechselte Reto Ziegler in die Premier League zu Tottenham Hotspur, bei denen ihm kurz vor seinem 19. Geburtstag der erste Premier-League-Treffer gelang. Im August 2005 wurde er an den Hamburger SV ausgeliehen, von wo er jedoch bereits im Januar 2006 zurückkehrte. Kurze Zeit später lieh ihn Tottenham erneut aus, diesmal an Wigan Athletic. Ab Januar 2007 spielte er bei Sampdoria Genua in der Serie A. In der Saison 2009/10 erreichte er mit den Genuesen den vierten Rang in der Serie A und qualifizierte sich somit mit dem Verein zur folgenden Spielzeit für die Teilnahme an den Qualifikationsspielen der UEFA Champions League. In der Saison 2010/11 konnte Genua aber nicht an die Erfolge der Vorsaison anknüpfen und stieg aus der Serie A ab. Daraufhin wechselte Ziegler Ende Mai 2011 zu Juventus Turin, wo er einen Vierjahresvertrag unterschrieb. Ziegler ist in der Saison 2011/12 für 600.000 Euro an den türkischen Traditionsverein Fenerbahçe SK aus Istanbul in die Süper Lig ausgeliehen. Er gewann mit Fenerbahçe den türkischen Cup und wurde Vize-Meister.
Am 6. September 2012 wechselte Ziegler bis Saisonende auf Leihbasis zum russischen Erstligisten Lokomotive Moskau.
Nach sechs Monaten wurde das Leihgeschäft vorzeitig beendet, da Ziegler bei Lokomotive Moskau auch wegen Verletzungsproblemen nur sehr selten zum Einsatz kam. Am 31. Januar 2013 kehrte Ziegler bis Saisonende auf Leihbasis zu Fenerbahçe zurück und gewann den türkischen Cup. Im Sommer 2013 kehrte er zu Juventus Turin zurück, wurde jedoch an den Serie-A-Aufsteiger Sassuolo Calcio für die Spielzeit 2013/14 ausgeliehen.
Am 25. September 2017 wechselte Ziegler zum FC Luzern wo er einen Vertrag bis Ende Juni 2017 unterschrieb.
Bereits in der Winterpause liess er diese Station hinter sich und schloss sich am 2. Januar 2018 dem US-amerikanischen Klub FC Dallas an. Dort spielte er drei Jahre lang und ging dann wieder zurück in seine Heimat zum Erstligisten FC Lugano.
Ein Jahr später zog es ihn nach Sion zurück.

### In der Nationalmannschaft
Reto Ziegler spielte in der Schweizer U-17-Nationalmannschaft und gewann den U-17 Europameistertitel. Reto Ziegler war meist als Captain in der U21-Nationalmannschaft der Schweiz aktiv. Er wurde nach zuletzt starken Leistungen wieder für die Schweizer Fussballnationalmannschaft aufgeboten. Er war im 40 Mann zählenden Sichtungskader für die EM 2008, wurde aber nicht ins Team aufgenommen und kam deshalb an der EM 2008 im eigenen Land zu keinem Einsatz. Sein Debüt in der Schweizer Fussballnationalmannschaft gab er am 26. März 2005 im Stade de France gegen Frankreich.
Er spielte mit der Schweizer U-21-Nationalmannschaft in der Qualifikation zur U-21-Europameisterschaft 2009 in Schweden. Die Schweiz qualifizierte sich für die Barrage um den Einzug in die Endrunde der U-21-Fussballeuropameisterschaft. Sie gewannen in der Barrage gegen Spanien zu Hause 2:1, verloren jedoch auswärts 1:3 und hatten sich dadurch nicht qualifiziert.
Im Mai 2010 nominierte ihn Nationaltrainer Ottmar Hitzfeld fürs Kader zur Weltmeisterschaft 2010 in Südafrika, nachdem sich das Team über die Qualifikation als erster ihrer Gruppe qualifiziert hatte. An der WM spielte Ziegler in allen drei Spielen durch, unter anderem auch beim 1:0-Sieg über den späteren Weltmeister Spanien.

## Erfolge
Nationalmannschaft
- U-17-Europameister 2002

Grasshopper-Club Zürich
- Schweizer Meister 2002/03
- Schweizer Cup-Finalist 2003/04

FC Sion
- Schweizer Cupsieger 2014/15

FC Lugano
- Schweizer Cupsieger: 2021/22

Wigan Athletic
- League-Cup-Finalist 2006

Sampdoria Genua
- Coppa-Italia-Finalist 2008/09

Juventus Turin
- Italienischer Supercupsieger: 2012 (ohne Einsatz)

Fenerbahçe Istanbul
- Türkischer Cup-Sieger 2012 und 2013
- Vize-Meister 2011/12 und 2012/13

## Sonstiges
Sein Bruder Ronald Ziegler (* 1977) war ebenfalls Fussballer; er spielte in der Schweiz u. a. für den SC Kriens, Stade Nyonnais und Étoile Sportive FC Malley.